# Tan Ya-Ting
Tan Ya-Ting (7 de noviembre de 1993) es una deportista taiwanesa que compitió en tiro con arco, en la modalidad de arco recurvo.
Participó en tres Juegos Olímpicos de Verano entre los años 2012 y 2020, obteniendo una medalla de bronce en Río de Janeiro 2016 en la prueba por equipo. Ganó cuatro medallas en el Campeonato Mundial de Tiro con Arco al Aire Libre entre los años 2013 y 2019.

## Palmarés internacional
| Juegos Olímpicos                 | Juegos Olímpicos                | Juegos Olímpicos  | Juegos Olímpicos |
| Año                              | Lugar                           | Medalla           | Prueba           |
| -------------------------------- | ------------------------------- | ----------------- | ---------------- |
| 2016                             | Río de Janeiro (Brasil)         | Medalla de bronce | Equipo           |
| Campeonato Mundial al Aire Libre |                                 |                   |                  |
| Año                              | Lugar                           | Medalla           | Prueba           |
| 2013                             | Belek (Turquía)                 | Medalla de bronce | Equipo mixto     |
| 2017                             | Ciudad de México (México)       | Medalla de bronce | Individual       |
| 2017                             | Ciudad de México (México)       | Medalla de bronce | Equipo           |
| 2019                             | 's-Hertogenbosch (Países Bajos) | Medalla de oro    | Equipo           |